# Carmino de Pilla
Carmino de Pilla (, 25 de junho de 1912 — , ) foi um basquetebolista brasileiro.
Começou a jogar basquetebol no Bonsucesso Futebol Clube. Em 1924 passou a jogar no Clube de Regatas do Flamengo, conquistando vários títulos.
Integrou a Seleção Brasileira de Basquetebol Masculino que competiu nos Jogos Olímpicos de Berlim, em 1936.